# Dabolim Airport
De Dabolim Airport (IATA-code: GOI, ICAO-code: VAGO) is een vliegveld 30 km ten zuiden van Panaji, de hoofdstad van de zuidwestelijke staat Goa in  India. De luchthaven is een uitvalsbasis voor Air India Express en IndiGo en telde van april 2024 tot maart 2025 7.260.779 passagiers.
De luchthaven ligt bij het dorp Dabolim, in de nagar panchayat (gemeente) Mormugao in het district Zuid-Goa. Margao ligt op 23 km. De luchthaven wordt geëxploiteerd door de Airports Authority of India (AAI) als een civiele enclave in een marinevliegbasis van de Indiase marine genaamd INS Hansa. Een nieuwe, geïntegreerde terminal van de luchthaven werd in december 2013 ingehuldigd. Verschillende Europese, en ook Russische chartermaatschappijen vliegen seizoensgebonden naar Goa, meestal tussen november en mei.
De luchthaven werd in 1955 gebouwd door de regering van Portugees-India als de Aeroporto de Dabolim, die later officieel werd omgedoopt tot Aeroporto General Bénard Guedes.